# Daniel Turek
Daniel Turek (Lanškroun, 19 januari 1993) is een Tsjechisch wielrenner die anno 2023 rijdt voor ATT Investments. In 2015 behaalde hij in de Ronde van Azerbeidzjan zijn eerste profoverwinning én de eerste overwinning voor de nieuwe Israëlische ploeg Cycling Academy.

## Overwinningen
2010
 Tsjechisch kampioen tijdrijden, Junioren
2015
4e etappe Ronde van Azerbeidzjan
1e etappe Ronde van Berlijn
2016
Bergklassement Sibiu Cycling Tour
2017
Bergklassement Ronde van Slowakije
2019
Bergklassement Ronde van Asturië
2021
1e etappe Oberösterreichrundfahrt
Bergklassement Sibiu Cycling Tour
3e etappe Circuit des Ardennes
2022
Bergklassement Ronde van Antalya

## Resultaten in voornaamste wedstrijden
|      | \| Jaar \| Gent-Wevelgem \| Waalse Pijl \| \| WK op de weg \| \| ---- \| ------------- \| ----------- \| \| ------------ \| \| 2016 \| \| \| \| opgave \| \| 2017 \| opgave \| \| \| \| \| 2018 \| \| \| \| \| \| 2019 \| \| 96e \| \| \| |             |  |              |
| Jaar | Gent-Wevelgem | Waalse Pijl |  | WK op de weg |
| 2016 | |             |  | opgave       |
| 2017 | opgave |             |  |              |
| 2018 | |             |  |              |
| 2019 | | 96e         |  |              |

## Ploegen
- 2015 –  Cycling Academy Team
- 2016 –  Cycling Academy Team
- 2017 –  Israel Cycling Academy
- 2018 –  Israel Cycling Academy
- 2019 –  Israel Cycling Academy
- 2020 –  Israel Cycling Academy
- 2021 –  Team Felbermayr-Simplon Wels
- 2022 –  Team Felbermayr-Simplon Wels
- 2023 –  ATT Investments
- 2024 –  ATT Investments
- 2025 –  ATT Investments

Angulo · Bear · Daško · Einhorn · Gabay · Goldstein · Krasnodębski · Malovec · Migdał · Piaskowy · Sagiv · Talaga · Turek · Warchoł · Zilberstein
Boivin · Craven · Dempster · Díaz · Goldstein · Lemus · Lowndes · Neilands · Perry · Räim · Sagiv · Schreurs · Turek · Williams · van Winden · Yechezkel · Einhorn (stagiair) · Niv (stagiair) · Sessler (stagiair)
Ávila · Boivin · Dempster · Díaz · Earle · Enger · Gebremedhin · O. Goldstein · R. Goldstein · Hermans · Jensen · Lemus · Neilands · Niv · Perry · Plaza · Räim · Sagiv · Sbaragli · Schreurs · Turek · Williams · van Winden · Yechezkel